# Olha Rapaj-Markiš
Olha Rapaj-Markiš (ukr. Ольга Перецівна Рапай-Маркіш, Harkov, 1. kolovoza 1929. – Tel Aviv, 1. veljače 2012.) ukrajinska je umjetnica. Autorica je dekorativne keramike na zgradama u Kijevu. Radeći u Kijevskoj tvornici eksperimentalne umjetničke keramike, dizajnirala je figurice, slike na porculanu i posuđe.
Rođena je kao Olha Markiš u Harkovu u Ukrajini 1. kolovoza 1929. Otac joj je bio židovski pisac, a majka prevoditeljica. Majka je napustila muža, dok je još bila trudna s Olhom. Godine 1930. ostavila je kćer kod bake i djeda u židovskom naselju u Zaporižju i počela raditi kao medicinska sestra i prevoditeljica u Crvenoj armiji. Godine 1934. ponovno se udala za Borisa Tkačenka i odvela Olhu u Kijev. Godine 1937. Tkačenko je uhićen i ubijen tijekom Velike čistke. Prema zakonu, Olhina majka, kao supruga kriminalca, također je uhićena i poslana u gulag. Budući da Olha nije bila Tkačenkova kćer, poslana je u Moskvu, gdje je živjela s rođenim ocem, njegovom novom suprugom Esterom i sinovima Šimonom i Davidom. Tijekom Drugog svjetskog rata, njen otac odveo je svoju obitelj u Taškent u Uzbekistanu. Godine 1947. njena majka se vratila iz gulaga i preselila u Kijev s Olhom. Započela je studij na Institutu za povijest umjetnosti. Godine 1949. u Sovjetskom Savezu započeo je val suđenja židovskim piscima. NKVD ga je tada uhitio, a pogubljen je 1952. Njegova obitelj, uključujući Olhu, poslana je u Kazahstan na 10 godina kao neprijatelji države.
Početkom 1950-ih, Olha se upoznala s Nikolajem Rapajem. Vjenčali su se tijekom njegova posjeta Kazahstanu. Tamo je rodila kćer Jekaterinu. Nakon Staljinove smrti 1955. Olha je puštena i vratila se u Kijev, gdje je 1956. diplomirala na kiparskom odjelu. Počela je raditi u Kijevskoj tvornici eksperimentalne umjetničke keramike (KEKHZ). Dizajnirala je porculanske figurice s likovima poznatih umjetnika i žena u ukrajinskim narodnim nošnjama. Njezini su dizajni zatim stavljeni na proizvodnu traku u tvornici umjetničke keramike u Polloni i tvornici porculana "Korosten". Najpoznatija djela iz ovog razdoblja su figure slavnih opernih pjevačica Belle Rudenko i Larise Rudenko, cirkusanta Olega Popova, Marcela Marceaua i Charlieja Chaplina. Međutim, nije imala autorska prava na svoje dizajne. U tvornici je radila do 1967. Iste godine priređuje svoju prvu samostalnu izložbu porculana. Omiljena tema njezina rada bile su figurice klaunova i harlekina. Njezini su radovi predstavljeni na jubilarnoj izložbi umjetnika KEKHZ-a 2004. i na izložbi keramike 2007. u organizaciji Nacionalnog muzeja umjetnosti Ukrajine.
Godine 1967. napustila je ustanovu. Nakon 70. rođendana, koji je proslavila u svom stanu u Kijevu, otišla je u Izrael. Bila je bolesna i tamo je dobila odgovarajuću medicinsku njegu. Živjela je u domu umirovljenika. Preminula je 1. veljače 2012. godine i pokopana u Tel Avivu.